# Aviston
Aviston é uma vila localizada no estado americano de Illinois, no Condado de Clinton.

## Demografia
Segundo o censo americano de 2000, a sua população era de 1231 habitantes.
Em 2006, foi estimada uma população de 1644, um aumento de 413 (33.5%).

## Geografia
De acordo com o United States Census Bureau tem uma área de
2,9 km², dos quais 2,9 km² cobertos por terra e 0,0 km² cobertos por água.

## Localidades na vizinhança
O diagrama seguinte representa as localidades num raio de 12 km ao redor de Aviston.